# Ignacij Voje
Ignacij Voje [ignácij vojè], slovenski zgodovinar, * 28. februar 1926, Ljubljana.

## Življenje in delo
Voje je leta 1951 diplomiral in leta 1964 doktoriral na ljubljanski Filozofski fakulteti, kjer je že v višjih letnikih študija postal pomožni asistent, po diplomi asistent za zgodovino južnih Slovanov pri profesorju Gregorju Čremošniku. Po njegovi smrti je postal leta 1960 predavatelj in leta 1967 docent za zgodovino Srbov, Hrvatov in Makedoncev do konca 18. stoletja. Leta 1975 je postal izredni in leta 1980 redni profesor za zgodovino jugoslovanskih narodov (razen Slovencev) do konca 18. stoletja. V letih 1954-56 je na Orientalnem institutu v Sarajevu specializiral v turkologiji, kar mu je omogočilo raziskovanje zgodovine Balkana tudi po osmanskih virih.
Je priznan poznavalec zgodovine jugovzhodne Evrope. Doktoriral je z delom Kreditna trgovina Dubrovnika v srednjem veku. Raziskoval je visoki in zlasti pozni srednji vek (13.-16. stoletje) ter povezoval zgodovino današnjega slovenskega prostora s problematiko dubrovniške in osmanske zgodovine; med drugim je raziskoval vpliv Osmanov in Benečanov na Balkanskem polotoku. Njegova dela o gospodarski zgodovini Dubrovniške republike sodijo med temeljna. V razpravah in študijah, objavljenih v domačih in tujih znanstvenih in strokovnih revijah, je obravnaval trgovske stike Dubrovnika z balkanskimi deželami oz. zaledjem in italijanskimi mesti v srednjem veku, trgovino z balkanskimi rudami (srebro, svinec) ter prikazal razne oblike kreditnega in trgovskega poslovanja. Ukvarjal se je tudi s problematiko osmanskih vpadov na slovensko ozemlje in obrambo pred njimi, z vlogo celjskih knezov v slovenskem in balkanskem prostoru ter nekaterimi vprašanji protestantizma na Slovenskem.
V letih 1976–80 je bil predsednik Zgodovinskega društva za Slovenijo, 1980–82 podpredsednik Zveze zgodovinskih društev Slovenije, ki ga je imenovala za častnega člana, 1977–82 podpredsednik, 1982 predsednik Saveza društava istoričara Jugoslavije, podpredsednik Nacionalnega komiteja za balkanologijo (Beograd) in od 1972 član uredništva časopisa Prilozi za orijentalnu filologiju (Sarajevo) ter v dveh obdobjih predstojnik Oddelka za zgodovino na Filozofski fakulteti (1980-82 in 1987-91). Upokojil se je leta 1993.
Leta 1977 je dobil nagrado Kidričevega sklada. 1996 je bil imenovan za zaslužnega profesorja ljubljanske univerze, v letu 2008 je prejel Zoisovo nagrado za življenjsko delo na področju znanosti, leta 2012 pa je bil izvoljen za zunanjega dopisnega člana HAZU - Hrvaške akademije znanosti in umetnosti. Leta 2017 mu je Slovenska matica podelila naziv zaslužnega člana, še prej pa je bil imenovan za njenega častnega člana.

## Dela
- Kreditna trgovina u srednjovjekovnom Dubrovniku, Sarajevo, 1976
- Nemirni Balkan : Zgodovinski pregled od 6. do 18. stoletja, 1994
- Odnos fevdalnih rodbin na Kranjskem do reformacije (v: III. Trubarjev zbornik, Ljubljana 1996, str. 214–221)
- Slovenci pod pritiskom turškega nasilja, 1996
- Poslovna uspešnost trgovcev v srednjeveškem Dubrovniku, 2003
- Slovenica - Balcanica, 2005
- Starodavni Dubrovnik v besedi in sliki, 2011
- Od Osmanov do Celjanov : utrinki preteklosti, 2014
- V spomin na prof. dr. Gregorja Čremošnika - ob 125. obletnici rojstva (v: SLO : časi, kraji, ljudje : slovenski zgodovinski magazin,  št. 7 / sept. 2015, str. 51-55)
- Pisma Gregorja Čremošnika (ur., izšlo v zbirki Korespondence pomembnih Slovencev), 2016
- Prezrti "Pravičnik med narodi", dubrovniški Slovenec in novinar Rudimir Roter (v: SLO : časi kraji ljudje...št. 9 /feb. 2016, str. 44-47)
- Zadnji srbski despot slepi Štefan Branković - begunec v Furlaniji (v: Koledar - Goriška Mohorjeva družba - za leto 2017)
- Vodnik po starodavnem Dubrovniku, 2020